# Menteroda
Menteroda é um município da Alemanha, situado no distrito de Unstrut-Hainich, no estado da Turíngia. Tem 27,31 km² de área, e sua população em 2019 foi estimada em 1.920 habitantes.